# حرف الورق

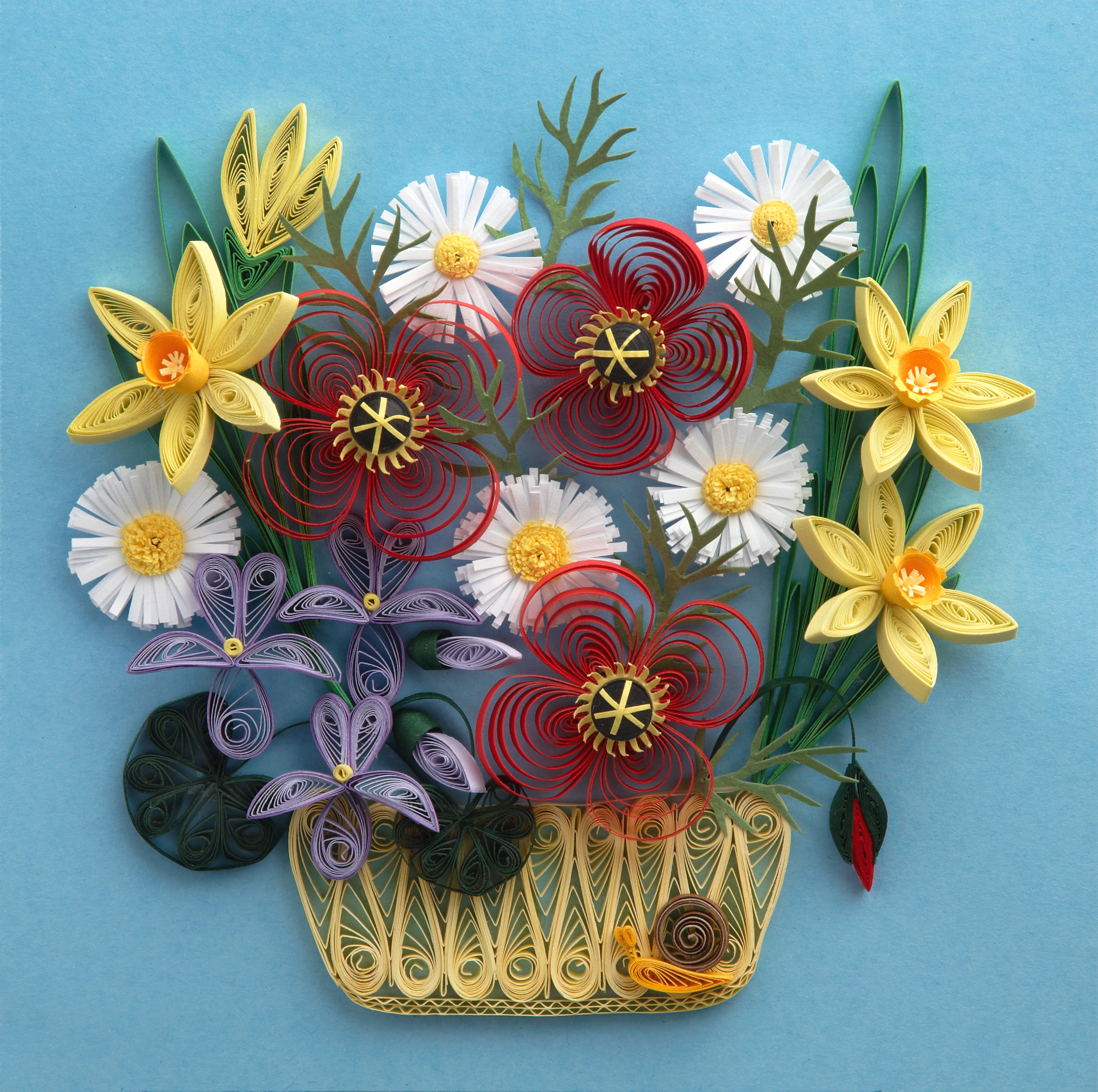
سلة زهور بطريقة لف الورق

حرف الورق هي عبارة عن مجموعة من النماذج الفنية التي تستخدم الورق أو الورق المقوى كوسيلة فنية أساسية لتكوين مجسمات ذات بعد أحادي، ثنائي، أو ثلاثي الأبعاد. يعد فن النحت الورقي الأصعب لإتقانه والتمكن منه، لأنه يشمل مهارات الرسم والتصميم ومهارات صنع النماذج والأنماط المعقدة. تعد الأوراق والورق المقوى من أكثر المواد استخدامًا في الفنون والحرف. حيث أنها مناسبة لمجموعة واسعة من التقنيات ويمكن تشكيلها بعدة طرق مثل، طيها، ثنيها، قصها، لصقها، تشكيلها وكذلك وضعها على شكل طبقات. صناعة الورق باليد هي حرفة ورقية مهمة. وعلى الرغم من اعتبار التصوير وفن الخط بشكل شائع كزخرفة، ولكن عادةً ما يتم اعتبارهما فنون أو حرفًا منفصلة.
تُعرف الحرف اليدوية الورقية في معظم المجتمعات التي تستخدم الورق، حيث ترتبط أنواع معينة من الحرف اليدوية بشكل خاص ببلدان أو ثقافات معينة. تعد حرفة الورق فريدة من نوعها في ثقافة الدول الكاريبية التي تعكس أهمية الحيوانات المحلية في حياة الناس. 
بالإضافة إلى القيم الجمالية للحرف اليدوية الورقية، يتم استخدام أشكال مختلفة من تلك الحرف في تعليم الأطفال. يعد الورق غير مكلف نسبيًا ومتوفر بسهولة ويسهل التعامل معه مقارنة بالوسائط الأكثر تعقيدًا التي تستخدم عادة في إنشاء أعمال فنية ثلاثية الأبعاد، مثل السيراميك والخشب والمعادن. كما أنه من الأفضل العمل مع الطلاء والأصباغ ومواد التلوين الأخرى. يمكن استخدام المصنوعات الورقية أيضًا في جلسات العلاج النفسي، مما يوفر للأطفال منفذًا إبداعيًا آمنًا وغير معقد للتعبير عن المشاعر.

## ورق المطوي
كلمة «ورقة» مشتقة من البردية، وهو اسم المادة القديمة المصنعة من القصب المطروق في مصر منذ الألفية الثالثة قبل الميلاد. في الواقع، فإن أقدم مثال معروف لـ«طي الورق» هي خريطة مصرية قديمة، مرسومة على ورق البردي ومطوية في أشكال مستطيلة مثل خارطة الطرق الحديثة.  ومع ذلك، لم يكن طي الورق القاسي مدرج كشكل من أشكال الفن، إلى أن ظهرت أوراق اللب الخشبية.
يرجع تاريخ أول إوريغامي ياباني إلى القرن السادس الميلادي، يقترن مصطلح الأوريغامي في معظم أنحاء العالم الغربي، بشكل مترادف مع طي الورق، على الرغم من أن المصطلح بشكل صحيح يشير فقط إلى فن طي الورق في اليابان. تشمل الأشكال الأخرى من طي الورق Zhezhi (طي الورق الصيني)، Jong-i.e-jeop-gi ، من كوريا، وطي الورق الغربي، مثل القوارب الورقية التقليدية والطائرات الورقية.

## قطع ورقية

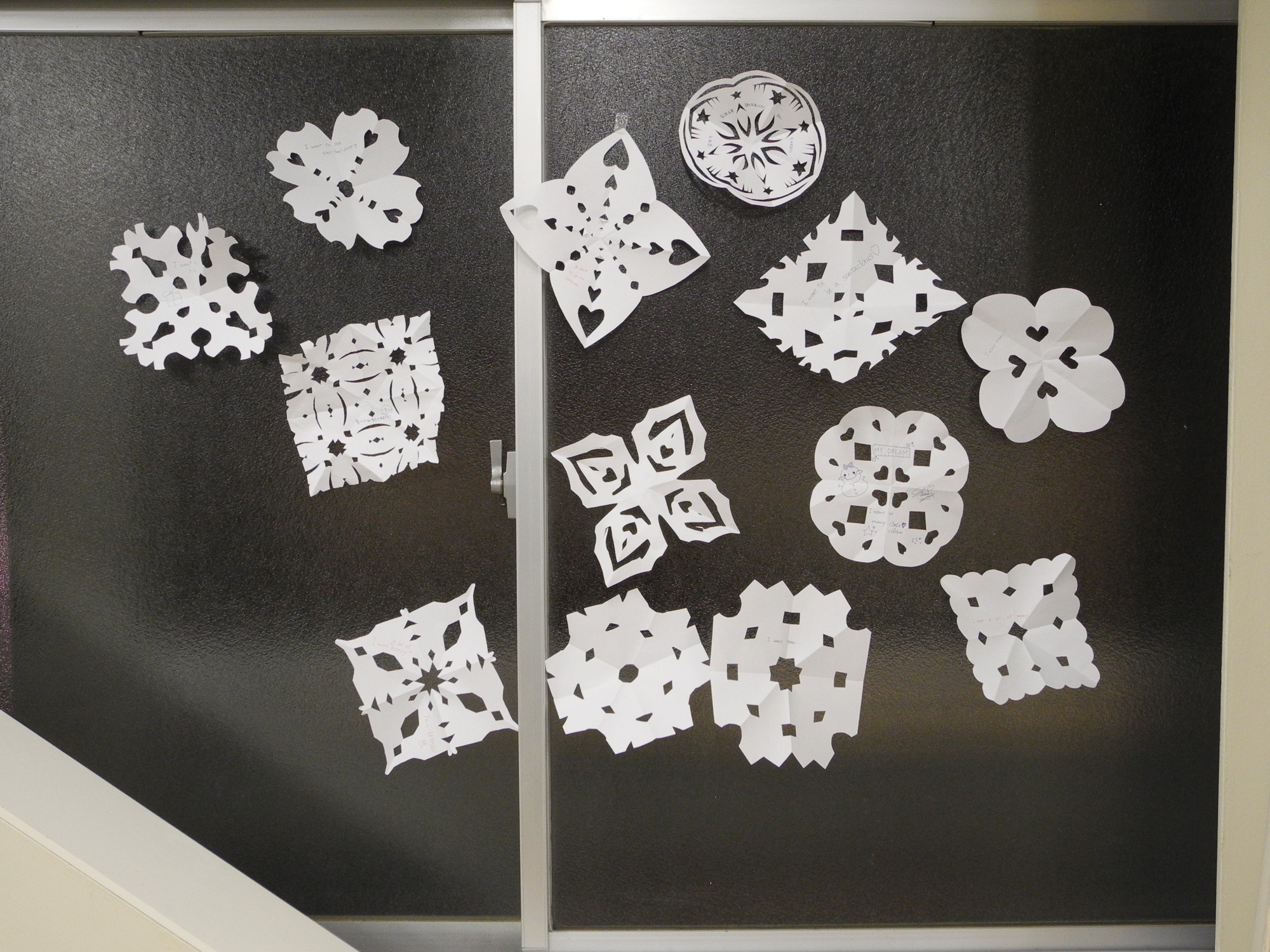
تصاميم لراقات الثلج الورقية

Papel picado ، هي حرفة تتداول مارستها في المكسيك وأماكن أخرى في أمريكا اللاتينية، يتم استخدام الأزاميل لقص 50 إلى مائة ورقة في آن واحد، في حين أنه يتم تقطيع الورق الصيني باستخدام السكين أو المقص بحد أقصى يصل إلى تقطيع 8 أوراق في آن واحد. أما Wycinanki والحرف الورقية الأوروبية الأخرى عادة ما تتطلب ورقة واحدة لتفيذها. في أي من هذه التقاليد، يتم طي الأوراق قبل التقطيع للحصول على تصميمات متماثلة.

## تشكيل الورق على شكل مجسمات / قالب ورقي

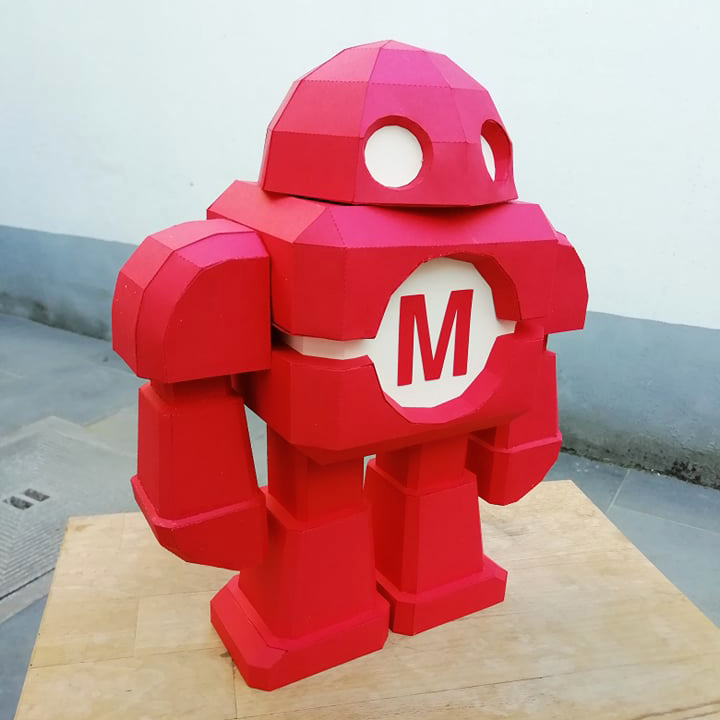
مجسم روبوت ورقي في معرض حرف الورق

تقنية يمكنك من خلالها تكوين نموذج ثلاثي الأبعاد. يتم كشف مضلعات شبكة ثلاثية الأبعاد إلى نمط قابل للطباعة. وبالاستناد إلى علامات الغراء، وخطوط القطع، وخطوط الموضحة للطي المشار إليها، يتشكل النموذج كما ينبغي.

## التصوير بلب الورق
تعد اللوحات التي يتم فيها استخدام لب الورق الملون شكلا من أشكال فن الورق، والتي بدأت في القرن العشرين. ومن بين الفنانين المعاصرين الذين قاموا بتطوير هذه الوسيلة هما: تشاك كلوز ولين سوريس. تستخدم حرفة اللب الورقي بشكل واسع في المناطق الريفية في الهند لصنع سلال مناسبة للمطبخ.

## أنواع
- Scrapbooking
- Cardmaking
- Paper Flowers
- ديكوباج
- معجون ورقي
- أوريغامي
- Paper Cutting
- Quilling
- صناعة الورق
- تجليد
- Paper Layering
- قالب ورقي